# Max Hermann Mahlmann

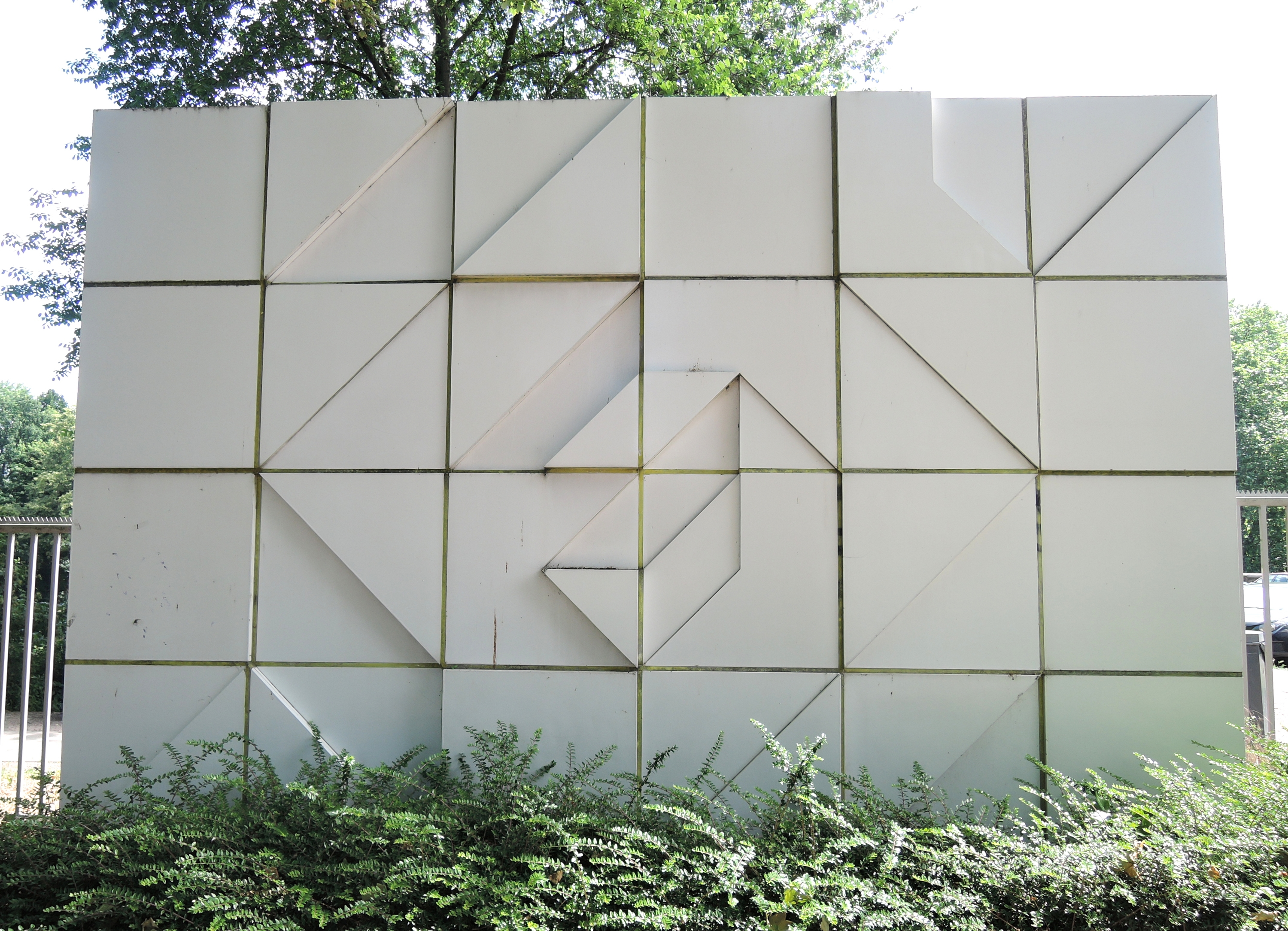
Relief-Wand von Max Hermann Mahlmann am Eingang des ehemaligen Hafenkrankenhauses in Hamburg, Seewartenstraße/Ecke Am Elbpark (1963)

Max Herrmann Mahlmann (* 4. April 1912 in Hamburg; † 2000 in Wedel) war ein deutscher Maler des Konstruktivismus.

## Leben und Werk
Mahlmann studierte von 1934 bis 1938 als Schüler Richard Müllers an der Akademie der Bildenden Künste in Dresden und arbeitete zunächst auch als Bühnenmaler und Gebrauchsgrafiker. Im Zweiten Weltkrieg war er Soldat im Russlandfeldzug.
Mahlmann wandte sich – stark beeinflusst von Wassili Kandinsky und Josef Albers – nach 1945 der gegenstandslosen Malerei zu und konzentrierte sich auf geometrisch-konstruktivistische Kompositionen. 1953 heiratete er die ebenfalls konstruktivistisch-gegenstandslose Malerin Gudrun Piper; mit ihr stellte er stets gemeinsam aus. Von 1958 bis 1977 wirkte er als Dozent an der Fachhochschule für Gestaltung in Hamburg, von da ab arbeitete er als freier Künstler. Bis zu seinem Tode lebte das Ehepaar in Wedel bei Hamburg. Mahlmanns Enkelin ist die Sängerin, Schauspielerin und Moderatorin Oceana, in Wedel geboren.
Seine Werke finden sich unter anderem in folgenden Museen:
- Museum für Konkrete Kunst, Ingolstadt
- Museum gegenstandsfreier Kunst, Otterndorf
- Sammlung zeitgenössischer Kunst der Bundesrepublik Deutschland

Max H. Mahlmann war Mitglied im Deutschen Künstlerbund.

## Werke
- Andreas Brandt (Hrsg.): Briefwechsel 1954–1962. Max Herrmann Mahlmann, Friedrich Vordemberge-Gildewart. Königs, Düsseldorf 1997, ISBN 3-927141-16-X.
- Max Herrmann Mahlmann, Gudrun Piper: Werke aus 40 Jahren des Künstlerehepaares. Ausstellungsband 5. April bis 23. Mai 1992. Gewidmet zum 80. Geburtstag von Max H. Mahlmann und zum 75. Geburtstag von Gudrun Piper. Galerie Heinz Teufel, Münstereifel/Mahlberg 1992, ISBN 3-927141-04-6.
- Winkelreduktionen in 4 Stufen. 3 Grafiken. Edition Hoffmann, Friedberg 1982.
- Max H. Mahlmann. Kunstmappe. Edition Hoffmann, Friedberg 1978?.

## Ehrungen
Infolge der lebenslangen künstlerischen Zusammenarbeit mit seiner Ehefrau Gudrun Piper wurden ihnen die folgende Ehrungen jeweils gemeinsam verliehen:
- 1986: Edwin-Scharff-Preis der Freien und Hansestadt Hamburg
- 1995: Bundesverdienstkreuz am Bande
- 1995: Kulturpreis des Kreises Pinneberg
- 1997: Biermann-Ratjen-Medaille der Freien und Hansestadt Hamburg